# Locomotiva FS 198
La locomotiva gruppo 198 era una vaporiera con tender pervenuta dopo il 1918 alle Ferrovie dello Stato in seguito allo smembramento del parco rotabili della rete austriaca della kkStB.

## Storia
Questa macchina era stata costruita nel 1875 per la ferrovia Tarnow-Orlo, presso la quale recava il numero 6 ed era chiamata Krinica.
Successivamente passò alla kkStB e ricevette la numerazione 32.05. In seguito alla prima guerra mondiale la macchina passò all'Italia come riparazione per i danni di guerra. Presso le FS la locomotiva andò a costituire il Gruppo 198. Questa macchina fu radiata nel 1923.